# Lil Boat 2
Lil Boat 2 è il secondo album in studio del rapper statunitense Lil Yachty, pubblicato il 9 marzo 2018.

## Tracce
1. Self-Made – 1:52
2. Boom (feat. Ugly God) – 3:49
3. Oops (feat. 2 Chainz & K Supreme) – 2:35
4. Talk to Me Nice (feat. Quavo) – 2:53
5. Get Money Bros (feat. Tee Grizzley) – 2:40
6. Count Me In – 2:17
7. She Ready (feat. PnB Rock) – 3:05
8. Love Me Forever – 1:44
9. Das Cap – 3:04
10. Pop Out (feat. JBands2Turnt) – 2:53
11. NBA YoungBoat (feat. NBA YoungBoy) – 2:19
12. Mickey (feat. Offset & Lil Baby) – 2:40
13. FWM – 2:22
14. Flex – 2:10
15. Whole Lotta Guap – 2:52
16. Baby Daddy (feat. Lil Pump & Offset) – 3:05
17. 66 (feat. Trippie Redd) – 2:33